# Комо (Орн)
Комо (фр. Commeaux) насеље је и општина у северној Француској у региону Доња Нормандија, у департману Орн која припада префектури Аржантан.
По подацима из 2011. године у општини је живело 123 становника, а густина насељености је износила 19,28 становника/km². Општина се простире на површини од 6,38 km². Налази се на средњој надморској висини од 189 метара (максималној 212 m, а минималној 162 m).

## Демографија
| 1962. | 1968. | 1975. | 1982. | 1990. | 1999. | 2011. |
| ----- | ----- | ----- | ----- | ----- | ----- | ----- |
| 132   | 117   | 89    | 84    | 107   | 118   | 123   |

График промене броја становника у току последњих година